# Campeonato Sergipano de Futebol de 1954
O Campeonato Sergipano de Futebol de 1954 foi a 31º edição da divisão principal do campeonato estadual de Sergipe. O campeão foi o Confiança que conquistou seu 2º título na história da competição.

## Premiação
| Campeonato Sergipano de 1954  |
| Aracaju                       |
| ----------------------------- |
| Confiança Campeão (2º título) |